# Gamers!
Pour les articles homonymes, voir Gamer (homonymie).
Gamers! (ゲーマーズ!, Gēmāzu!, stylisé GAMERS!) est une série de light novel japonais écrite par Sekina Aoi et illustrée par Saboten. Publié à l'origine sur Fantajia Beyond entre juin 2014 et novembre 2015,, Fujimi Shobo a ensuite édité quinze volumes dans leur collection Fujimi Fantasia Bunko entre mars 2015 et mars 2020,. La série a été adaptée en une série de manga yonkoma, dessinée par Yamucha ; celle-ci est prépubliée par le même éditeur dans son magazine de prépublication, le Monthly Shōnen Ace, entre le 26 octobre 2016 et le 26 juillet 2019,. Une adaptation en série télévisée anime produite par Pine Jam a été diffusée au Japon entre juillet et septembre 2017,,.

## Intrigue
Keita Amano est un garçon solitaire qui aime jouer à des jeux vidéo mais n'a pas d'amis. Un jour, il est abordé par la belle Karen Tendō pour rejoindre le Club de jeux vidéo de l'école, mais Keita rejette finalement son offre, car il n'est pas dans les jeux vidéo de compétition. Ce rejet déclenche une suite d'événements dans la vie de Keita et de ses collègues en matière de jeux vidéo et de romantisme.

## Personnages
Keita Amano (雨野 景太, Amano Keita)
Voix japonaise : Megumi Han,,,
Keita est un lycéen de deuxième année qui adore jouer à différents types de jeux vidéo, mais n'est pas vraiment bon pour ça. Comme il passe la plupart du temps à jouer, il n'a pas d'amis à l'école. Il devient par la suite le petit ami de Tendō, à la suite d'un malentendu dans sa déclaration. Il apprend au fur et à mesure à s'amuser avec ses amis et à mieux se débrouiller en amour.
Karen Tendō (天道 花憐, Tendō Karen)
Voix japonaise : Hisako Kanemoto,,,
Karen est la plus belle fille de l'école et la présidente du club de jeux vidéo de l'école. Elle invite Keita à rejoindre son club et a été rejetée deux fois. Elle développe des sentiments pour Keita et commence à le suivre par la suite. Elle devient par la suite sa petite amie.
Chiaki Hoshinomori (星ノ守 千秋, Hoshinomori Chiaki)
Voix japonaise : Manaka Iwami,,,
Chiaki est une fille timide qui ne semble pas au premier abord se préoccuper de son apparence, elle aime jouer à des jeux vidéo et socialise peu. Elle est dans la même classe que Karen. Bien qu'elle et Keita ont l'air d'avoir tous les deux des similarités et sont amis en ligne sans le savoir, ils se disputent ridiculement dans la vraie vie à propos de leurs points de vue opposés concernant la perspective d'exprimer la culture moe dans les jeux vidéo. Elle semble développer des sentiments pour Keita.
Tasuku Uehara (上原 祐, Uehara Tasuku)
Voix japonaise : Toshiyuki Toyonaga,,,
Un camarade de classe de Keita et le petit-ami d'Aguri. Tasuku est un genre de garçon séduisant et extraverti, il est le leader des garçons de sa classe, il est également un joueur occasionnel, étant bon dans les jeux d'arcade. Il était autrefois un geek au collège et a décidé de changer d'apparence au lycée.
Aguri (亜玖璃)
Voix japonaise : Rumi Ōkubo,,,
Aguri est la petite-amie de Tasuku. Elle ne joue pas aux jeux-vidéo et n'en est pas intéressée. Elle est tombée amoureuse de Tasuku après qu'il lui ai donné une peluche lorsqu'ils étaient au collège, et elle a également changé d'image pour se rapprocher de lui.
Konoha Hoshinomori (星ノ守 心春, Hoshinomori Konoha)
Voix japonaise : Yūki Kuwahara
Konoha est la petite-sœur de Chiaki et la président du Conseil des Étudiants d'une autre école. Elle aime secrètement les eroges et se réjouit d'être en compagnie de jolies filles. À la suite d'un incident avec Chiaki, elle est forcée de se faire passer à la fois pour « Mono » et « Nobe » devant Keita.

## Productions et supports

### Light novel
La série de light novel est écrite Sekina Aoi et illustrée par Saboten. Elle est à l'origine publié sur le site Fantajia Beyond avec 17 chapitres mis en ligne entre le 20 juin 2014 et le 20 novembre 2015,. Fujimi Shobo a entre-temps édité le premier volume dans sa collection Fujimi Fantasia Bunko en mars 2015 ; au total, la série est composée de quinze volumes dont douze principaux et trois dérivés.

#### Liste des volumes
| no   | Japonais | Japonais          | Japonais          |
| no   | Titre | Date de sortie    | ISBN              |
| ---- | --- | ----------------- | ----------------- |
| 1    | Amano Keita to seishun Kontinyū (雨野景太と青春コンティニュー)                                                                 | 20 mars 2015      | 978-4-04-070533-0 |
| 2    | Tendō Karen to fuiuchi Happīendo (天道花憐と不意打ちハッピーエンド)                                                            | 18 juillet 2015   | 978-4-04-070534-7 |
| 3    | Hoshinomori Chiaki to hatsukoi Nyūgēmu (星ノ守千秋と初恋ニューゲーム)                                                          | 20 novembre 2015  | 978-4-04-070753-2 |
| 4    | Aguri to mujikaku Kuritikaru (亜玖璃と無自覚クリティカル)                                                                      | 19 mars 2016      | 978-4-04-070754-9 |
| 5    | Gēmāzu to zenmetsu Gēmuōbā (ゲーマーズと全滅ゲームオーバー)                                                                    | 20 juillet 2016   | 978-4-04-070969-7 |
| 6    | Botchi Gēmā to kokuhaku Cheinkonbo (ぼっちゲーマーと告白チェインコンボ)                                                        | 19 novembre 2016  | 978-4-04-070970-3 |
| 7    | Gēmāzu to kuchizuke Deddoendo (ゲーマーズと口づけデッドエンド)                                                                 | 18 mars 2017      | 978-4-04-070971-0 |
| 8    | Hoshinomori Konoha to gyakuten Bakkuatakku (星ノ守心春と逆転バックアタック)                                                    | 20 juillet 2017   | 978-4-04-072369-3 |
| DLC  | Amano Keita, jikkyō-sha Debyū!? 'Gēmāzu!' Tsuika Kontentsu! (雨野景太、実況者デビュー!? 「ゲーマーズ！」追加コンテンツ！)      | 20 septembre 2017 | 978-4-04-072372-3 |
| 9    | Amano Keita to seishun Sukirurisetto (雨野景太と青春スキルリセット)                                                            | 20 janvier 2018   | 978-4-04-072370-9 |
| 10   | Tendō Karen to fuiuchi Appudēto (天道花憐と不意打ちアップデート)                                                               | 19 mai 2018       | 978-4-04-072371-6 |
| 11   | Gēmāzu to hatsukoi Maruchiendo (ゲーマーズと初恋マルチエンド)                                                                  | 20 octobre 2018   | 978-4-04-072900-8 |
| DLC2 | Kiriya Ayumu, tsuini mi Bare!? Enjō majika no sakusō tsuika Kontentsu! (霧夜歩、ついに身バレ!? 炎上間近の錯綜追加コンテンツ！) | 20 février 2019   | 978-4-04-073025-7 |
| 12   | Gēmāzu to seishun Kontinyū (ゲーマーズと青春コンティニュー)                                                                    | 19 octobre 2019   | 978-4-04-072901-5 |
| DLC3 | Seishun sakusō-kei Rabu Kome, Kuria-go no Bōnasu tsuika Kontentsu! (青春錯綜系ラブコメ、クリア後のボーナス追加コンテンツ！)    | 19 mars 2020      | 978-4-04-073142-1 |

### Manga
L'artiste Yamucha a lancé une adaptation manga en quatre cases dans  le numéro de décembre 2016 du magazine de prépublication de seinen manga Monthly Shōnen Ace, sorti le 26 octobre 2016. Le dernier chapitre est publié dans le numéro de septembre 2019 du magazine, paru le 26 juillet 2019. Avec le premier volume tankōbon édité par Fujimi Shobo en mars 2017 ; la série est composée au total de sept volumes tankōbon.

#### Liste des tomes
| no | Japonais          | Japonais          |
| no | Date de sortie    | ISBN              |
| -- | ----------------- | ----------------- |
| 1  | 25 mars 2017      | 978-4-04-105446-8 |
| 2  | 26 juin 2017      | 978-4-04-105771-1 |
| 3  | 25 novembre 2017  | 978-4-04-106308-8 |
| 4  | 26 mars 2018      | 978-4-04-106717-8 |
| 5  | 25 septembre 2018 | 978-4-04-107363-6 |
| 6  | 25 février 2019   | 978-4-04-107816-7 |
| 7  | 26 octobre 2019   | 978-4-04-107817-4 |

### Anime
Annoncée le 22 octobre 2016 lors de l'événement Fantasia Bunko Big Thanksgiving 2016,,, une adaptation en série télévisée anime de douze épisodes, réalisée par Manabu Okamoto au studio Pine Jam, a été diffusée pour la première fois au Japon entre le 13 juillet et le 28 septembre 2017 sur AT-X, Tokyo MX, SUN et BS11,,,. Crunchyroll détient les droits de diffusion en simulcast de la série dans le monde entier, excepté en Asie.
Hisako Kanemoto, Manaka Iwami et Rumi Ōkubo, qui doublent respectivement Karen Tendō, Chiaki Hoshinomori et Aguri, ont interprété l'opening intitulé GAMERS! tandis que les Luce Twinkle Wink☆ ont réalisé l'ending intitulé Fight on!,,.

#### Liste des épisodes
| No | Titre français                                                     | Titre japonais                                          | Titre japonais                                | Date de 1re diffusion |
| No | Titre français                                                     | Kanji                                                   | Rōmaji                                        | Date de 1re diffusion |
| -- | ------------------------------------------------------------------ | ------------------------------------------------------- | --------------------------------------------- | --------------------- |
| 1  | Keita Amano et l'épopée des élus                                   | 雨野景太と導かれし者達                                  | Amano Keita to michibi kareshisha-tachi       | 13 juillet 2017       |
| 2  | Tasuku Uehara et le New Game +                                     | 上原祐と強くてニューゲーム                              | Uehara Tasuku to tsuyoku te nyū gēmu          | 20 juillet 2017       |
| 3  | Chiaki Hoshinomori et le StreetPass                                | 星ノ守千秋とすれ違い通信                                | Hoshinomori Chiaki to surechigai tsūshin      | 27 juillet 2017       |
| 4  | Karen Tendô dans la tourmente                                      | 天道花憐とスランプ・デイズ                              | Tendō Karen to suranpu deizu                  | 3 août 2017           |
| 5  | Aguri et l'erreur de communication                                 | 亜玖璃と通信エラー                                      | Aguri to tsūshin erā                          | 10 août 2017          |
| 6  | Les Gamers et le Game over total                                   | ゲーマーズと全滅ゲームオーバー                          | Gēmāzu to zenmetsu gēmu ōbā                   | 17 août 2017          |
| 7  | Le Divertissement préféré de Keita Amano et Karen Tendô            | 雨野景太と天道花憐の最高の娯楽                          | Amano Keita to Tendō Karen no saikō no goraku | 24 août 2017          |
| 8  | Jeux érotiques et mode spectateur – Les Gamers et le Jeu du destin | 『エロゲーマーと観戦モード』 『ゲーマーズと半生ゲーム』 | Erogēmā to kansen mōdo Gēmāzu to hansei gēmu  | 31 août 2017          |
| 9  | Chiaki Hoshinomori et le compte piraté                             | 星ノ守千秋とアカウントハック                            | Hoshinomori Chiaki to akaunto hakku           | 7 septembre 2017      |
| 10 | Les Gamers et le Niveau supérieur                                  | ゲーマーズとネクストステージ                            | Gēmāzu to nekusutosutēji                      | 14 septembre 2017     |
| 11 | Les Gamers et le Continu de la jeunesse                            | ゲーマーズと青春コンティニュー                          | Gēmāzu to seishun kontinyū                    | 21 septembre 2017     |
| 12 | Les Gamers et les Achats in-game                                   | ゲーマーズと課金トーク                                  | Gēmāzu to kakin tōku                          | 28 septembre 2017     |

## Accueil
La série de light novel a été classé septième en 2016 dans l'édition de 2017 du guide Kono light novel ga sugoi! de Takarajimasha dans la catégorie bunkobon. Elle est classée huitième pour celle de 2018.
La série d'animation a été nommée dans la catégorie « Meilleure comédie » lors des Anime Awards 2017 de Crunchyroll,.

### Sources
1. 1 2  (ja) « 「生徒会の一存」シリーズ著者・葵せきなの新作は、 ”こじらせゲーマー達” の日常を描く青春物語!?　「ゲーマーズ！」爆誕！ », sur prtimes.jp,‎ 19 mars 2015 (consulté le 21 octobre 2019)
2. 1 2  (ja) « ゲーマーズ！ », sur Fantajia Beyond (consulté le 21 octobre 2019)
3. 1 2  (en) Rafael Antonio Pineda, « Sekina Aoi's Gamers! Light Novel Series Ends With 12th Volume : Student Council's Discretion author launched series in 2014, inspired TV anime in 2017 », sur Anime News Network, 21 octobre 2019 (consulté le 21 octobre 2019)
4. 1 2  (en) « 明日3月19日（木）のライトノベルニュースヘッドライン », sur ln-news.com,‎ 18 mars 2020 (consulté le 27 mars 2020)
5. 1 2  (ja) « アニメ化で話題の「ゲーマーズ！」コミカライズなど、エースに3本の新連載 », sur natalie.mu,‎ 26 octobre 2016 (consulté le 13 septembre 2018)
6. 1 2  (en) Jennifer Sherman, « Tsubasa Takahashi's Gamers! Manga Ends : Adaptation of Sekina Aoi, Sabotenn's novels launched in 2016 », sur Anime News Network, 26 juillet 2019 (consulté le 26 juillet 2019)
7. 1 2  (en) « Sekina Aoi's Gamers! Light Novel Series Gets Anime », sur Anime News Network, 22 octobre 2016 (consulté le 11 juin 2017)
8. 1 2  (ja) « ラノベ『グランクレスト戦記』、『ゲーマーズ!』アニメ化 », sur Oricon,‎ 22 octobre 2016 (consulté le 11 juin 2017)
9. 1 2  « Le roman Gamers! adapté en anime », sur adala-news, 22 octobre 2016 (consulté le 11 juin 2017)
10. 1 2 3 4 5  (zh) « gamers电玩咖 CAST », sur Baidu,‎ 18 mai 2017 (consulté le 11 juin 2017)
11. 1 2 3 4 5  (ja) « TVアニメ『ゲーマーズ！』の声優、主題歌、放送情報が解禁！ », sur Animate Times,‎ 20 mai 2017 (consulté le 11 juin 2017)
12. 1 2 3 4 5 6  (ja) « Gamers! TV Anime Reveals Main Cast, Theme Song Artists », sur Anime News Network, 20 mars 2017 (consulté le 11 juin 2017)
13. 1 2 3 4 5 6 7  (ja) « STAFF&CAST », sur Site officiel (consulté le 11 juin 2017)
14. ↑  (ja) « 【3月25日付】本日発売の単行本リスト », sur natalie.mu,‎ 25 mars 2017 (consulté le 2 novembre 2019)
15. ↑  (ja) « 【10月26日付】本日発売の単行本リスト », sur natalie.mu,‎ 26 octobre 2019 (consulté le 2 novembre 2019)
16. ↑  (en) « Gamers! TV Anime's July Premiere, 12-Episode Run, Visual Revealed », sur Anime News Network, 25 mars 2017 (consulté le 11 juin 2017)
17. ↑  (en) « Gamers! Anime's TV Format, Staff Revealed », Anime News Network, 19 mars 2017 (consulté le 11 juin 2017)
18. ↑  (en) « Gamers! TV Anime to Premiere on July 13 », Anime News Network, 9 mars 2017 (consulté le 11 juin 2017)
19. ↑  (ja) « ON AIR », sur Site officiel (consulté le 11 juin 2017)
20. ↑  « ANNONCE: Gamers! en simulcast sur Crunchyroll », sur Crunchyroll, 12 juillet 2017 (consulté le 13 juillet 2017)
21. ↑  (ja) « MUSIC », sur Site officiel (consulté le 11 juin 2017)
22. ↑  (en) « Kono Light Novel ga Sugoi! 2017's Series Ranking : Ryūō no Oshigoto!, Re:Zero, Index, Sword Art Online top list », sur Anime News Network, 23 novembre 2016 (consulté le 21 octobre 2019)
23. ↑  (en) « Kono Light Novel ga Sugoi! Reveals 2018 Series Ranking : The Ryuo's Work is Never Done!, Honzuki no Gekokujō top lists », sur Anime News Network, 24 novembre 2017 (consulté le 21 octobre 2019)
24. ↑  GoToon, « Crunchyroll Anime Awards 2018 : les résultats ! : Le palmarès complet », sur Crunchyroll, 25 février 2018 (consulté le 25 février 2018)
25. ↑  (en) Crunchyroll (@Crunchyroll), « Compilation of all of Anime Awards' winners », sur Twitter, 24 février 2018 (consulté le 25 février 2018)

### Œuvres

#### Édition japonaise

##### Light novel
1. 1 2  (ja) « ゲーマーズ! », sur Kadokawa (consulté le 9 juin 2017)
2. 1 2  (ja) « ゲーマーズ!(2) », sur Kadokawa (consulté le 9 juin 2017)
3. 1 2  (ja) « ゲーマーズ!(3) », sur Kadokawa (consulté le 9 juin 2017)
4. 1 2  (ja) « ゲーマーズ!(4) », sur Kadokawa (consulté le 9 juin 2017)
5. 1 2  (ja) « ゲーマーズ!(5) », sur Kadokawa (consulté le 9 juin 2017)
6. 1 2  (ja) « ゲーマーズ!(6) », sur Kadokawa (consulté le 9 juin 2017)
7. 1 2  (ja) « ゲーマーズ!(7) », sur Kadokawa (consulté le 9 juin 2017)
8. 1 2  (ja) « ゲーマーズ!(8) », sur Kadokawa (consulté le 9 juin 2017)
9. 1 2  (ja) « ゲーマーズ! DLC », sur Kadokawa (consulté le 30 octobre 2017)
10. 1 2  (ja) « ゲーマーズ!(9) », sur Kadokawa (consulté le 9 juin 2017)
11. 1 2  (ja) « ゲーマーズ!(10) », sur Kadokawa (consulté le 23 avril 2018)
12. 1 2  (ja) « ゲーマーズ!(11) », sur Kadokawa (consulté le 13 septembre 2018)
13. 1 2  (ja) « ゲーマーズ! DLC2 », sur Kadokawa (consulté le 15 avril 2019)
14. 1 2  (ja) « ゲーマーズ!(12) », sur Kadokawa (consulté le 26 juillet 2019)
15. 1 2  (ja) « ゲーマーズ! DLC3 », sur Kadokawa (consulté le 27 mars 2020)

##### Manga
1. 1 2  (ja) « ゲーマーズ!(1) », sur Kadokawa (consulté le 10 juin 2017)
2. 1 2  (ja) « ゲーマーズ!(2) », sur Kadokawa (consulté le 9 juin 2017)
3. 1 2  (ja) « ゲーマーズ!(3) », sur Kadokawa (consulté le 30 octobre 2017)
4. 1 2  (ja) « ゲーマーズ!(4) », sur Kadokawa (consulté le 3 mars 2018)
5. 1 2  (ja) « ゲーマーズ!(5) », sur Kadokawa (consulté le 19 août 2018)
6. 1 2  (ja) « ゲーマーズ!(6) », sur Kadokawa (consulté le 26 janvier 2019)
7. 1 2  (ja) « ゲーマーズ!(7) », sur Kadokawa (consulté le 21 octobre 2019)